# حوت رمادي صلب
الحوت الرمادي الصلب (الاسم العلمي: Eschrichtius robustus) (بالإنجليزية: grey whale )‏ هو نوع من الحيتانيات يتبع جنس الحوت الرمادي من فصيلة الحيتان الرمادية. يهاجر سنويًا للتغذية والمرتع الخصب. يبلغ طوله 14.9 متر (49 ft) ووزنه 36 طن، ويعيش ما بين 50 و70 عام. الاسم الشائع للحوت يأتي من البقع الرمادية والتَبَقُّع الأبيض على جلده القاتم. كانت الحيتان الرمادية الصلبة تسمى سمكة الشيطان بسبب سلوكها العنيف حال اصطيادها. الحوت الرمادي الصلب هو النوع الحي الوحيد المتبقي من جنس الحوت الرمادي والذي بدوره يعني أنه الجنس الحي الوحيد من فصيلة الحيتان الرمادية.